# Skolae
Skolae (anciennement Réseau GES et Eductive Education Group), officiellement la Société parisienne de management et d'investissement (SPMI), est un groupe familial français spécialisé dans l'enseignement supérieur privé, fondé par Pierre Azoulay en 1991.
Il réunit près de 23 établissements d'enseignement supérieur privé en France, et dont le siège est basé à Boulogne-Billancourt. Le groupe Skolae détient l'École supérieure de génie informatique (ESGI), l'École française d'enseignement technique (EFET), l'Institut supérieur de formation au journalisme (ISFJ), l'Institut de création et animation numériques (ICAN), l'ECITV ou encore PPA Business School. Il détient le groupe Abilways (CFPJ, École W, etc.) depuis 2023.

## Historique

### Origines

#### Groupe PGSM (–2006), puis Réseau GES (2006–2020)
La présence de la famille Azoulay dans l’enseignement supérieur trouve ses origines dans l'École supérieure de gestion (ESG), aujourd'hui Paris School of Business, fondée en 1974 par Pierre Azoulay dans le 6e arrondissement de Paris, à côté de l'abbaye de Saint-Germain-des-Prés, puis rue de Vaugirard.
En 2006, la famille Azoulay cède la quasi-totalité du Groupe Paris Graduate School of Management (PGSM) et la marque "ESG" à Eductis (qui deviendra Galileo Global Education dix ans plus tard), une société contrôlée par le fonds d'investissement britannique Englefield Capital. La famille Azoulay conserve l'ESGI ainsi que le Pôle Paris Alternance (ISIMI-PPA), qu'elle intègre au sein de son nouveau groupe, le Réseau des Grandes Écoles Spécialisées (GES),.

#### IFSP (1996–2012) et de Sciences-U (2002–2012)
En 1996, l'école Sciences-U voit le jour à Paris, avant d'être racheté par Sami Anbouba en 2003. En 2002, soit un an plus tôt, l'Institut de formation scolaire et professionnelle (IFSP) était créé par Rodolphe Léon.

#### Eductive Education Group (2012–2020)
En 2012, les deux hommes d'affaires Rodolphe Léon et Sami Anbouba se rencontrent et organisent la fusion de leurs groupes respectifs : le groupe IFSP (comprenant les écoles Maestris ou encore Esupcom) et basé à Marignane, et le groupe Sciences-U (comprenant l'Efficom ou encore l'Efab) basé à Paris deviennent Eductive Education Group,.
En juillet 2017, Eductive Education Group, groupe d'enseignement supérieur privé détenu par Rodolphe Léon, est racheté par le fonds d'investissement LFPI, associé à Bpifrance et BNP Paribas,.

### Rachat d'Eductive par la famille Azoulay

#### GES-Eductive (2020–2023)
En juin 2019, le Réseau GES, dirigé par la famille Azoulay, planifie d'absorber son concurrent Eductive Education Group avec l'aide du fonds d'investissement LFPI, alors actionnaire d'Eductive depuis 2017. En février 2020, les deux groupes annoncent sceller une alliance « stratégique », regroupant alors une vingtaine de campus dans 10 villes françaises,.
En octobre 2021, PPA Business School, l'une des écoles post-bac du Réseau GES, annonce l'obtention du visa du ministère de l'Enseignement supérieur, après contrôle par la CEFDG pour son « diplôme supérieur en marketing et communication » de niveau bac+3. En janvier 2023, l'école annonce que son « diplôme supérieur en management et gestion » obtient également le visa du ministère de l'Enseignement supérieur, après contrôle par la CEFDG.

#### Skolae (2023–)
Fin 2023, GES-Eductive et le fonds d'investissement britannique Charterhouse Capital Partners acquièrent le groupe Abilways à la famille Mulliez, propriétaire notamment du CFPJ et de l'École W, un établissement associé à l'université Paris-Panthéon-Assas. À la suite de cette acquisition, le groupe GES-Eductive adopte progressivement la marque "Skolae".
En février 2025, le groupe Skolae, via sa filiale spécialisée dans la formation continue Abilways, entre en discussions avec l'éditeur de logiciels Prologue en vue d'acquérir M2i Formation, sa filiale cotée spécialisée dans la formation continue sur les nouvelles technologies,.

## Organisation

### Activités
Le groupe Skolae rassemble près de 21 000 étudiants au sein des 24 établissements d'enseignement supérieur privé issus des groupes Réseau GES, Eductive et Abilways.
Skolae comprend les écoles :
- du groupe Eductive Sciences-U :
  - l'École française d'enseignement technique (EFET) ;
  - l'Institut supérieur de formation au journalisme (ISFJ) ;
  - l'École française des administrateurs de biens (EFAB) ;
  - l’École supérieure de l’image et du son (ESIS) ;
  - l'Institut supérieur d'audiovisuel (ISA) ;
  - l'École supérieure des métiers des arts et de la culture (ESMAC) ;
  - l'École supérieure de gestion et d'expertise comptable (ENGDE) ;
  - l'École Modart ;
  - l'École Maestris ;
  - Esupcom ;
  - et Efficom.
- du Réseau des Grandes écoles spécialisées (GES) :
  - le Pôle Paris Alternance, actuelle PPA Business School, ;
  - l'Institut pour l'expertise (IPE Management School), intégrée à PPA BS ;
  - l'Institut de création et animation numériques (ICAN) ;
  - l'École de communication, d'internet et de télévision (ECITV) ;
  - l'École internationale de marketing du luxe (EIML) ;
  - et l'École supérieure de génie informatique (ESGI).
- du groupe Abilways :
  - l'École W, Paris-Panthéon-Assas Université ;
  - le Centre de formation et de perfectionnement des journalistes (CFPJ) ;
  - l'Institut supérieur du marketing (ISM) ;
  - Édition Formation Entreprise (EFE) ;
  - ACP Formation ;
  - et Pyramid Formation.

### Autres activités
La Société parisienne de management et d'investissement (SPMI) a également détenue la chaîne de télévision Ma chaîne étudiante (MCE) entre 2009 et 2018, co-fondée par Pierre Azoulay.

### Implantations
Le groupe Skolae est présent sur plusieurs sites à Paris, dont notamment rue du Faubourg Saint-Antoine avec l'École supérieure de génie informatique (ESGI), dans le 12e arrondissement de Paris. Il est également présent 5 rue Lemaignan, dans le 14e arrondissement de Paris.

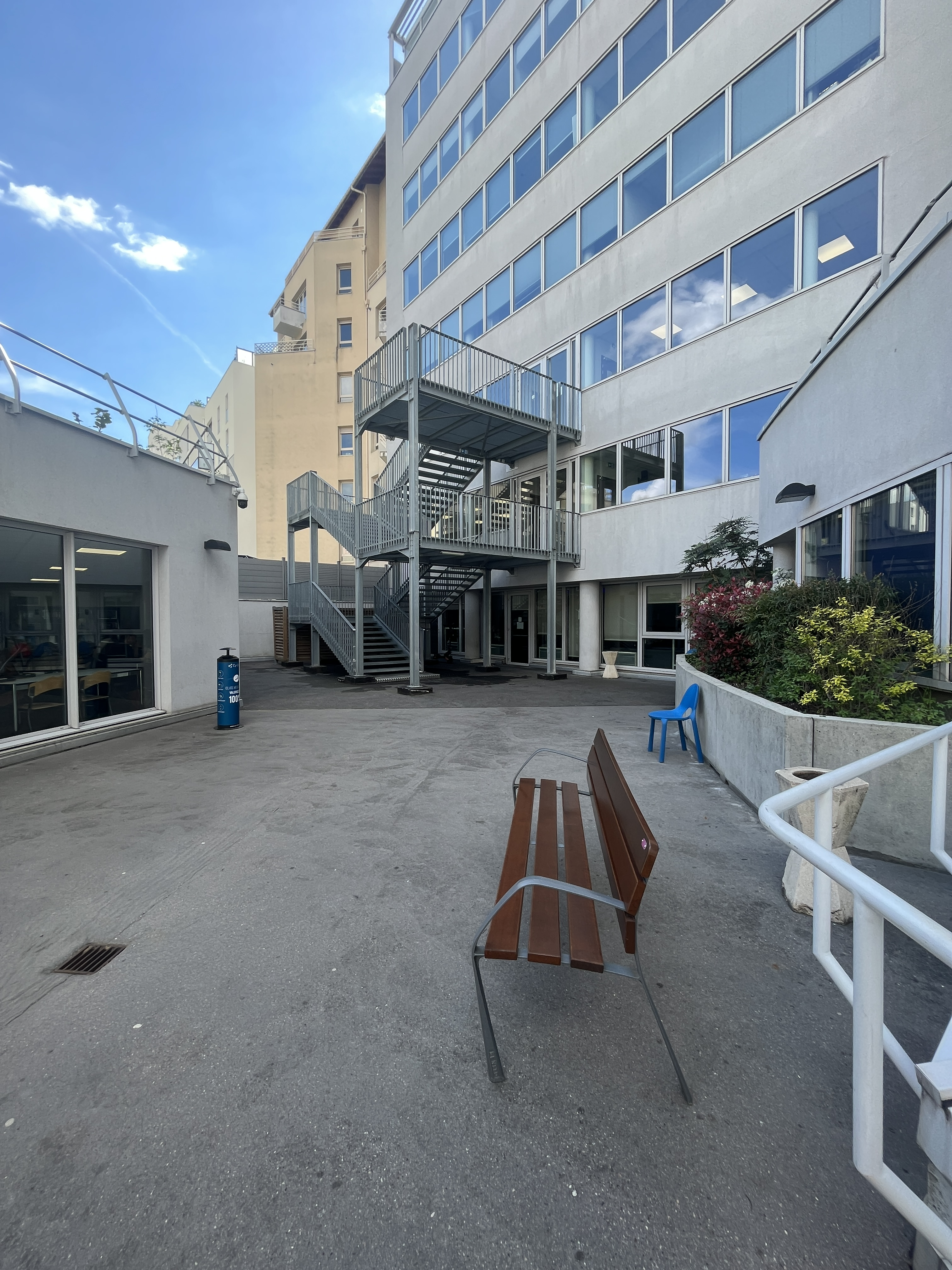
Le campus Sciences-U de Lyon en avril 2023.
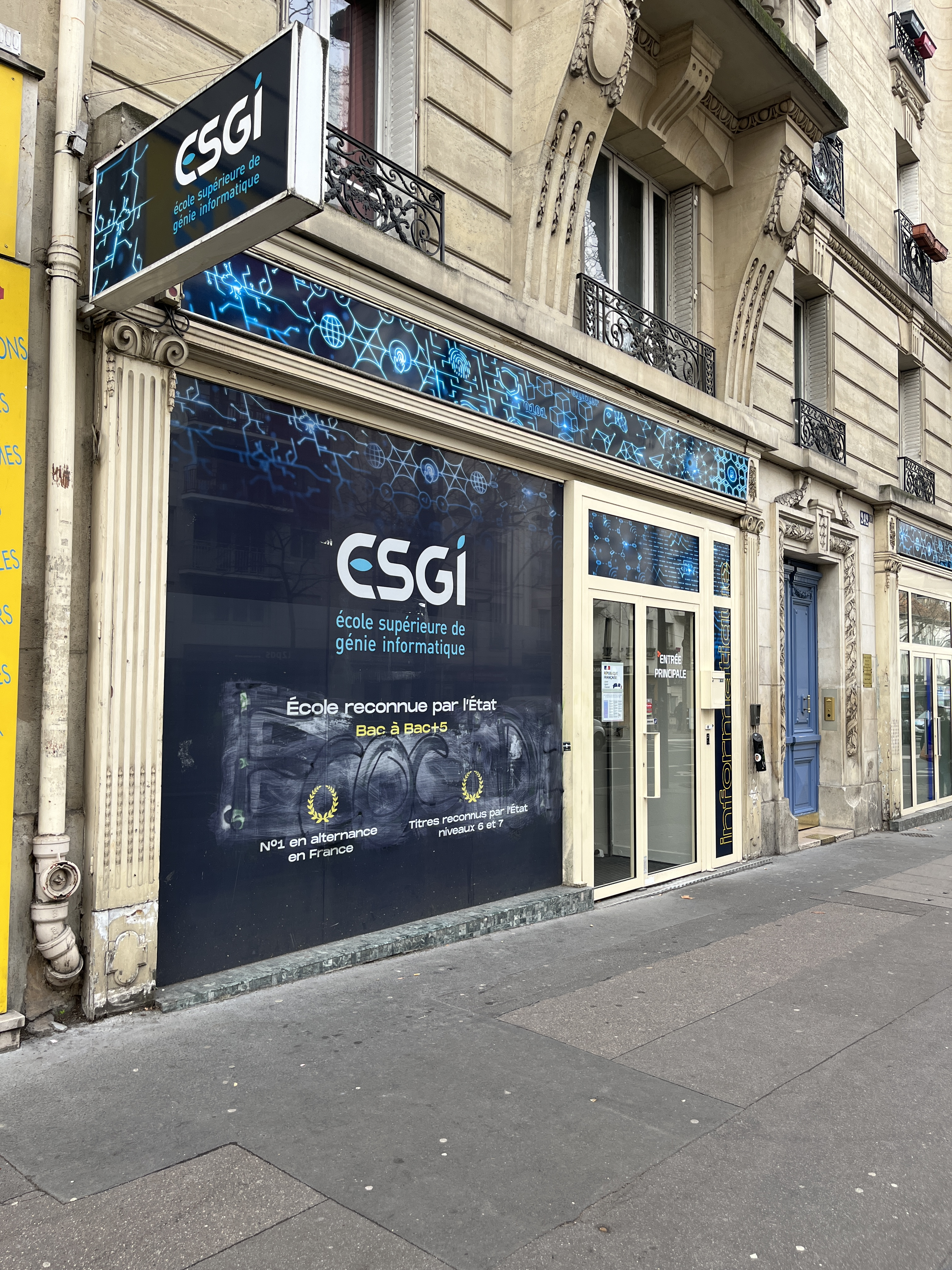
L'École supérieure de génie informatique (ESGI), rue du Faubourg Saint-Antoine, en février 2023.

### Actionnariat
| Entité                         | Part |
| ------------------------------ | ---- |
| Famille Azoulay                | N/A  |
| Charterhouse Capital Partners, | N/A  |